# Денискино (Башкортостан)
Дени́скино (баш. Денис) — село в Фёдоровском районе Республики Башкортостан Российской Федерации. Административный центр Денискинского сельсовета.

## География
Село находится на берегу реки Ашкадар.

### Географическое положение
Расстояние до:
- районного центра (Фёдоровка): 23 км,
- ближайшей ж/д станции (Мелеуз): 83 км.

## Население
| 2002 | 2009 | 2010 |
| ---- | ---- | ---- |
| 660  | →660 | ↘637 |

### Национальный состав
Согласно переписи 2002 года, преобладающая национальность — татары (98 %).